# みねゆき (護衛艦)
みねゆき（ローマ字：JS Mineyuki, DD-124）は、海上自衛隊の護衛艦。はつゆき型護衛艦の3番艦。｢みねゆき｣の名は、｢峰に降る雪｣即ち「峰雪」に由来する。なお、艦艇名としては旧海軍通して初の命名である。

## 艦歴
昭和54年度計画2,900トン型護衛艦2212号艦として、三菱重工業長崎造船所で1981年5月7日に起工、1982年10月19日進水、1984年1月26日に就役し、同日付で第2護衛隊群隷下に新編された第42護衛隊に「はまゆき」とともに編入され佐世保に配備された。
本艦以降は就役時より高性能20mm機関砲（CIWS）が装備されている。
1986年、環太平洋合同演習 (RIMPAC) に参加。
1989年1月25日、第3護衛隊群に直轄艦として編入され舞鶴に転籍。同年6月16日から9月6日の間、護衛艦「はるな」、「しまかぜ」とともに米国派遣訓練に参加。
1990年3月6日、「はまゆき」の舞鶴転籍に伴い、第3護衛隊群隷下に第42護衛隊が再編され編入。
1990年、環太平洋合同演習 (RIMPAC) に参加。
1995年8月16日から20日にかけて「はまゆき」とともにインドネシアのジャカルタで実施されたインドネシア独立50周年記念国際観艦式に参加。
1997年3月24日、隊番号の改正により第42護衛隊が第3護衛隊に改称。
同年、ナホトカ号重油流出事故に対し災害派遣。
2002年3月15日から4月28日まで、東ティモールのPKOに参加する陸上自衛隊の人員､車両等を搭載した輸送艦「おおすみ」の護衛任務に従事。
同年8月16日、舞鶴地方隊第24護衛隊に編入。
2007年7月16日に発生した新潟県中越沖地震に対し災害派遣。
2008年3月26日、自衛艦隊の大改編により第24護衛隊が第14護衛隊に改称され、護衛艦隊隷下に編成替え。
2012年3月12日、若狭湾において海上保安庁と不審船共同対処訓練を実施。参加した部隊の内訳は、海上自衛隊からミサイル艇「はやぶさ」（PG-824）及びSH-60J/K哨戒ヘリコプター1機、海上保安庁から巡視船「ほたか」（PS-202）、「あさま」（PS-205）、巡視艇「こまゆき」（PC-119）及びアグスタ139ヘリコプター1機。
2013年1月、海上保安庁の担当者による視察を受ける。
これは、尖閣諸島国有化以降に尖閣諸島領海への領海侵犯を繰り返す中国公船に対応するため、くにがみ型巡視船の新造船が就役する2016年3月までの3年間、退役した「はつゆき型」を海上保安庁の巡視船として転用する計画が持ち上がったためである。
しかし、同計画は白紙に戻されている。
2013年3月7日、てるづきの就役に伴い除籍。
就役期間中の総航程は約73万マイル、総航海時間約6万5000時間に及んだ。
最終配置は護衛艦隊第14護衛隊に所属し、定係港は舞鶴であった。

### 歴代艦長
| 代 | 氏名       | 在任期間              | 出身校・期                     | 前職                           | 後職                                          | 備考                               |
| -- | ---------- | --------------------- | ------------------------------ | ------------------------------ | --------------------------------------------- | ---------------------------------- |
| 01 | 深水豊彦   | 1984.1.26 - 1985.3.15 | 防大4期                        | みねゆき艤装員長               | 開発隊指導群司令部付                          | 1等海佐                            |
| 02 | 長谷川語   | 1985.3.16 - 1986.8.10 | 防大10期                       | プログラム業務隊付             | 海上自衛隊東京業務隊付                        | 1985.7.1 1等海佐昇任               |
| 03 | 福田 武    | 1986.8.11 - 1988.2.29 |                                | あさぐも艦長                   | 開発指導隊群司令部幕僚                        |                                    |
| 04 | 樋口善治   | 1988.3.1 - 1990.7.8   | 防大11期                       | 開発指導隊群司令部幕僚         |                                               |                                    |
| 05 | 江崎一洋   | 1990.7.9 - 1992.2.19  | 防大15期                       | 護衛艦隊司令部幕僚             | プログラム業務隊企画科長                      |                                    |
| 06 | 石川常夫   | 1992.2.20 - 1993.3.23 |                                | 海上幕僚監部人事教育部人事課   | 呉地方総監部管理部人事課長                    |                                    |
| 07 | 吉田 修    | 1993.3.24 - 1994.8.29 | 防大18期                       | 誘導武器教育訓練隊誘導武器科長 | 舞鶴基地業務隊補充部付                        |                                    |
| 08 | 荒井 正    | 1994.8.30 - 1996.3.24 | 防大20期                       | 海上幕僚監部防衛部装備体系課   | 海上自衛隊幹部学校付                          |                                    |
| 09 | 堀 正      | 1996.3.25 - 1997.6.30 |                                | 海上自衛隊幹部学校付           | 海上幕僚監部防衛部 装備体系課指揮通信体系班長 |                                    |
| 10 | 寺嶌栄治   | 1997.7.1 - 1998.8.19  | 防大23期                       | のしろ艦長                     |                                               |                                    |
| 11 | 伊藤元万   | 1998.8.20 - 1999.8.1  | 防大25期                       | まつゆき船務長 兼 副長         | 海上自衛隊東京業務隊付                        |                                    |
| 12 | 北川文之   | 1999.8.2 - 2000.8.27  | 防大26期                       | しらゆき砲雷長 兼 副長         | 海上自衛隊東京業務隊付                        |                                    |
| 13 | 山村 浩    | 2000.8.28 - 2001.8.9  | 防大28期                       | あさぎり船務長 兼 副長         | 海上幕僚監部人事教育部人事課                  |                                    |
| 14 | 小林 磨    | 2001.8.10 - 2002.8.19 | 防大27期                       | さわかぜ船務長 兼 副長         |                                               | 2002.7.1 1等海佐昇任               |
| 15 | 湯浅秀樹   | 2002.8.20 - 2003.7.31 | 防大30期                       | 海上幕僚監部防衛部装備体系課   | 防衛研究所所員                                |                                    |
| 16 | 田邊明彦   | 2003.8.1 - 2004.8.19  | 防大26期                       | 海上幕僚監部人事教育部教育課   | 自衛艦隊司令部幕僚                            |                                    |
| 17 | 岩崎英俊   | 2004.8.20 - 2005.7.31 | 防大31期                       | 第2護衛隊群司令部幕僚          | 自衛艦隊司令部幕僚                            |                                    |
| 18 | 江川 宏    | 2005.8.1 - 2006.7.31  | 防大34期                       | 第2護衛隊群司令部幕僚          |                                               |                                    |
| 19 | 中山健太朗 | 2006.8.1 - 2007.7.31  | 防大32期                       | しらせ船務長                   | しらせ航海長                                  | 就任時3等海佐 2007.1.1 2等海佐昇任 |
| 20 | 南 厚      | 2007.8.1 - 2008.7.17  | 防大36期                       | 海上幕僚監部防衛部運用支援課   |                                               |                                    |
| 21 | 栗山俊文   | 2008.7.18 - 2009.8.31 | 防大30期                       | 海上幕僚監部人事教育部補任課   | 艦艇開発隊                                    |                                    |
| 22 | 宮地貴幸   | 2009.9.1 － 2010.8.4  | 防大33期                       | 護衛艦隊司令部幕僚             | 海上幕僚監部防衛部装備体系課                  |                                    |
| 23 | 三浦則文   | 2010.8.5 - 2011.12.8  | 防大35期                       | しらね砲雷長                   | 艦艇開発隊開発部長                            | 2011.7.1 1等海佐昇任               |
| 24 | 鈴木拓哉   | 2011.12.9 - 2013.3.7  | 少術校28期・ 慶応大・ 42期幹候 | はたかぜ砲雷長 兼 副長         | 舞鶴地方総監部管理部人事課長                  |                                    |